# Poa rossbergiana
Poa rossbergiana là một loài thực vật có hoa trong họ Hòa thảo. Loài này được K.S.Hao miêu tả khoa học đầu tiên năm 1938.